# Eberhard Barth
Eberhard Barth (* 6. November 1897 in Danzig; † 2. August 1972) war ein deutscher Jurist und Ministerialbeamter.

## Leben
Als Sohn von Arthur Barth nahm Barth am Ersten Weltkrieg teil. Mit Zwischensemestern  studierte er von 1919 bis 1921 Rechts- und Staatswissenschaften. Nach der Referendarausbildung und der Assessorprüfung trat er 1925 als Ministerialbeamter in das Reichswirtschaftsministerium ein, in dem er zuletzt die Abteilung Energiewirtschaft leitete. Ab 1941 war er als Ministerialdirigent in gleicher Funktion bei Fritz Todt, dem Generalinspektor für Wasser und Energie.
Nach dem Krieg kam er 1946 als Ministerialrat zur Generaldirektion für Wasserstraßen und Binnenschiffahrt in der Britischen Besatzungszone. Sie wurde 1947 zur Hauptverwaltung der Binnenschiffahrt der Verwaltung für Verkehr des amerikanischen und britischen Besatzungsgebiets und 1948 zur Abteilung Binnenschiffahrt der Verwaltung für Verkehr des Bizone.  Im Bundesministerium für Verkehr wurde er Referatsleiter und 1950 zum Ministerialrat ernannt. Konrad Adenauer ernannte ihn für die Zeit von 1952 bis 1957 zum Beauftragten des Bundeskanzlers für die mit der Vermehrung der alliierten Truppen zusammenhängenden Fragen in der Dienststelle Blank. Im Bundesministerium der Verteidigung war er ab 1955 Abteilungsleiter (Verwaltung, Recht). 1957 kam er als Präsident des Wehrdienstsenats an den Bundesdisziplinarhof. 1964 wurde er pensioniert.